# Ginnastica ai Giochi della XXIII Olimpiade
Le gare di ginnastica ai Giochi della XXIII Olimpiade furono disputate tra il 29 luglio e l'11 agosto 1984 presso il Pauley Pavilion di Los Angeles.

## Podi

### Uomini
| Evento                           | Oro                                                                                               | Punti   | Argento                                                         | Punti         | Bronzo                                                                                                | Punti         |
| Ginnastica artistica             |                                                                                                   |         |                                                                 |               | |               |
| Concorso a squadre (dettagli)    | Stati Uniti Bart Conner Timothy Daggett Mitchell Gaylord James Hartung Scott Johnson Peter Vidmar | 591,40  | Cina Li Ning Li Xiaoping Li Yuejiu Lou Yun Tong Fei Xu Zhiqiang | 590,80        | Giappone Koji Gushiken Noritoshi Hirata Nobuyuki Kajitani Shinji Morisue Koji Sotomura Kyoji Yamawaki | 586,70        |
| Concorso individuale (dettagli)  | Kōji Gushiken                                                                                     | 118,700 | Peter Vidmar                                                    | 118,675       | Li Ning                                                                                               | 118,575       |
| Corpo libero (dettagli)          | Li Ning                                                                                           | 19,925  | Yun Lou                                                         | 19,775        | Koji Sotomura Philippe Vatuone                                                                        | 19,700        |
| Cavallo con maniglie (dettagli)  | Li Ning Peter Vidmar                                                                              | 19,950  | Non assegnato                                                   | Non assegnato | Timothy Daggett                                                                                       | 19,825        |
| Anelli (dettagli)                | Kōji Gushiken Li Ning                                                                             | 19,850  | Non assegnato                                                   | Non assegnato | Mitchell Gaylord                                                                                      | 19,825        |
| Volteggio (dettagli)             | Lou Yun                                                                                           | 19,950  | Li Ning Kōji Gushiken Mitchell Gaylord Shinji Morisue           | 19,825        | Non assegnato                                                                                         | Non assegnato |
| Parallele simmetriche (dettagli) | Bart Conner                                                                                       | 19,950  | Kajitani Nobuyuki                                               | 19,925        | Mitchell Gaylord                                                                                      | 19,850        |
| Sbarra (dettagli)                | Shinji Morisue                                                                                    | 20,000  | Tong Fei                                                        | 19,975        | Kōji Gushiken                                                                                         | 19,950        |

### Donne
| Evento                            | Oro | Punti  | Argento | Punti         | Bronzo                                                                | Punti  |
| Ginnastica artistica              | |        | |               |                                                                       |        |
| Concorso a squadre (dettagli)     | Romania Lavinia Agache Laura Cutina Cristina Elena Grigoraș Simona Păucă Ecaterina Szabo Mihaela Stănuleț | 392,20 | Stati Uniti Pamela Bileck Michelle Dusserre Kathy Johnson Julianne McNamara Mary Lou Retton Tracee Talavera | 391,20        | Cina Chen Yongyan Huang Qun Ma Yanhong Wu Jiani Zhou Ping Zhou Qiurui | 388,60 |
| Concorso individuale (dettagli)   | Mary Lou Retton                                                                                           | 79,175 | Ecaterina Szabó                                                                                             | 79,125        | Simona Păucă                                                          | 78,675 |
| Volteggio (dettagli)              | Ecaterina Szabó                                                                                           | 19,875 | Mary Lou Retton                                                                                             | 19,850        | Lavinia Agache                                                        | 19,750 |
| Parallele asimmetriche (dettagli) | Ma Yanhong Julianne McNamara                                                                              | 19,950 | Non assegnato                                                                                               | Non assegnato | Mary Lou Retton                                                       | 19,800 |
| Trave (dettagli)                  | Simona Păucă Ecaterina Szabó                                                                              | 19,980 | Non assegnato                                                                                               | Non assegnato | Kathy Johnson                                                         | 19,650 |
| Corpo libero (dettagli)           | Ecaterina Szabó                                                                                           | 19,975 | Julianne McNamara                                                                                           | 19,950        | Mary Lou Retton                                                       | 19,775 |
| Ginnastica ritmica                | |        | |               |                                                                       |        |
| Individuale (dettagli)            | Lori Fung                                                                                                 | 57,950 | Doina Stăiculescu                                                                                           | 57,900        | Regina Weber                                                          | 57,700 |

## Medagliere
| Pos.   | Paese          | Oro | Argento | Bronzo | Totale |
| ------ | -------------- | --- | ------- | ------ | ------ |
| 1      | Stati Uniti    | 5   | 5       | 6      | 16     |
| 2      | Cina           | 5   | 4       | 2      | 11     |
| 3      | Romania        | 5   | 2       | 2      | 9      |
| 4      | Giappone       | 3   | 3       | 3      | 9      |
| 5      | Canada         | 1   | 0       | 0      | 1      |
| 6      | Francia        | 0   | 0       | 1      | 1      |
| 6      | Germania Ovest | 0   | 0       | 1      | 1      |
| Totale | Totale         | 19  | 14      | 15     | 48     |